# Мерцедес-Бенц EQC
„Мерцедес-Бенц EQC“ (Mercedes-Benz EQC) е модел електрически компактни автомобили с повишена проходимост (сегмент J) на германската компания „Мерцедес-Бенц“, произвеждан в Бремен от 2019 до 2023 година.
Базиран на модела „Мерцедес-Бенц GLC-класа“, адаптиран за електрическо задвижване, „EQC“ има два асинхронни електрически двигателя на двете оси. Това е първият модел на марката с изцяло електрическо задвижване.